# Cavalieri dell'Ordine militare del Sangue di Gesù Cristo

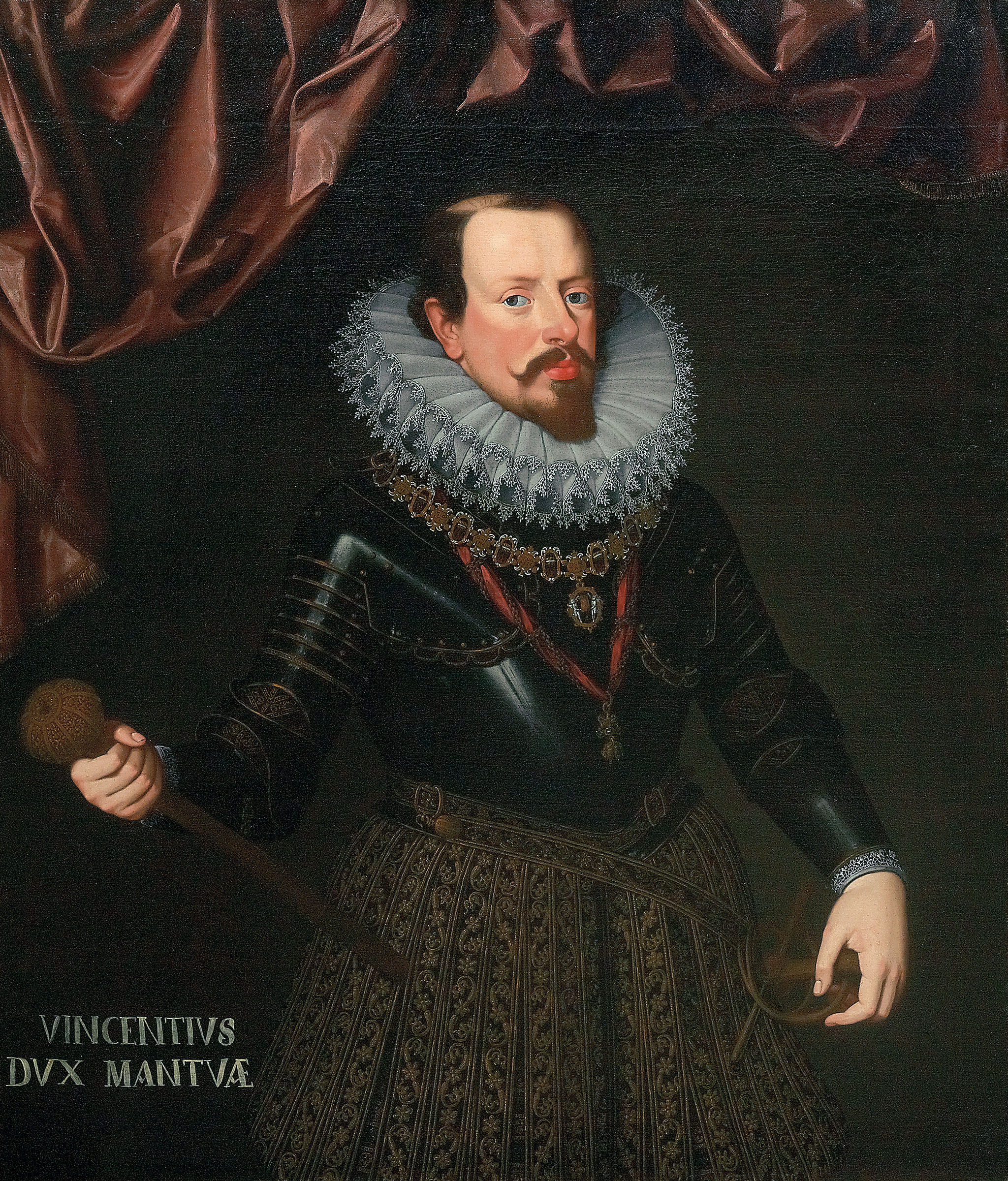
Vincenzo I Gonzaga, con il collare dell'Ordine

L'Ordine militare del Sangue di Gesù Cristo, detto anche Ordine del Redentore, fu un ordine cavalleresco del Ducato di Mantova e venne istituito a Mantova il 25 maggio 1608 dal duca Vincenzo I Gonzaga, con la divisa Domine probasti me, o Nihil hoc triste recepto. L'Ordine è cessato nel 1708.

## Gran Maestri dell'Ordine (duchi)
- Vincenzo I Gonzaga
- Francesco IV Gonzaga
- Ferdinando Gonzaga
- Vincenzo II Gonzaga
- Carlo I di Gonzaga-Nevers
- Carlo II di Gonzaga-Nevers
- Ferdinando Carlo di Gonzaga-Nevers

## Membri in ordine di matricola
| Numero d'ordine | Anno di creazione | Nome                                         | Note |
| --------------- | ----------------- | -------------------------------------------- | --- |
| 1               | 1608              | Giulio Cesare Gonzaga                        | Gonzaga di Sabbioneta e Bozzolo |
| 2               | 1608              | Andrea Gonzaga                               | Conte di San Paolo |
| 3               | 1608              | Girolamo Adorno Pallavicino                  | Marchese di Pallavicino e conte di Silvano in Monferrato |
| 4               | 1608              | Giordano Gonzaga                             | Signore di Vescovato |
| 5               | 1608              | Guido di San Giorgio                         | Marchese di Volpiano, generale della Cavalleria ducale del Monferrato |
| 6               | 1608              | Alessandro Bevilacqua                        | Fu Provveditore del Comune di Verona e cameriere segreto di Vincenzo I Gonzaga. Come musicista fu membro dell'Accademia Filarmonica di Verona. |
| 7               | 1608              | Orlando Carlo de' Rossi di San Secondo       | Governatore generale del Monferrato |
| 8               | 1608              | Galeazzo Canossa                             | Marchese di Caliano in Monferrato |
| 9               | 1608              | Federico Gonzaga                             | Marchese di Luzzara, comandante supremo delle milizie del Ducato di Mantova, e Governatore della Città di Mantova durante l'occupazione della città da parte degli Imperiali nel 1630 |
| 10              | 1608              | Francesco Brembati di Bergamo                | |
| 11              | 1608              | Girolamo II Martinengo                       | Comandante generale di cavalleria del Ducato di Mantova, difese la Città durante il Sacco di Mantova |
| 12              | 1608              | Latino Orsini                                | Duca di Selci e signore di Amatrice. Figlio di Virginio Orsini (1567-1596) e di Beatrice Vitelli, fu militare al servizio dei veneziani |
| 13              | 1608              | Pirro Maria Gonzaga                          | Gran Maggiordomo del duca Vincenzo II |
| 14              | 1608              | Luigi Gonzaga                                | Marchese di Palazzolo |
| 15              | 1609              | Vincenzo II Gonzaga                          | Figlio di Vincenzo I Gonzaga |
| 16              | 1610              | Valeriano Cattaneo                           | Marchese di Ponzano |
| 17              | 1611              | Corrado Wolpegnard                           | Barone di Salisburgo |
| 18              | 1612              | Ferdinando Gonzaga                           | Figlio di Vincenzo I Gonzaga |
| 19              | 1613              | Ippolito Gonzaga                             | Gonzaga di Novellara e Bagnolo |
| 20              | 1613              | Claudio I Gonzaga                            | Maestro di Camera del Duca Ferdinando, e ambasciatore presso la Dieta di Ratisbona dell'imperatore Mattia d'Asburgo |
| 21              | 1614              | Jacopo Antonio Valperga                      | Conte di Rivara |
| 22              | 1614              | Federico Gonzaga                             | Gonzaga di Sabbioneta e Bozzolo |
| 23              | 1616              | Antonio Bevilacqua di Ferrara                | Figlio di Luigi (?-1616) |
| 24              | 1618              | Massimiliano Cavriani                        | Maggiordomo del duca di Mantova Vincenzo I, Presidente del Maestrato dal 1613, e Maggiordomo di Caterina de' Medici Duchessa di Mantova |
| 25              | 1618              | Gregorio Bevilacqua di Verona                | |
| 26              | 1619              | Niccolò Tassoni                              | Marchese di Levizzano |
| 27              | 1619              | Tommaso Canossa                              | Marchese di Caliano |
| 28              | 1619              | Bonifazio Papafava di Padova                 | |
| 29              | 1619              | Girolamo Soardi                              | |
| 30              | 1622              | Paolo Guglielmo Andreasi                     | Marchese di Rolo |
| 31              | 1623              | Alessandro San Giorgio                       | |
| 32              | 1623              | Ludovico Francesco Gonzaga                   | Gonzaga di Palazzolo |
| 33              | 1625              | Gianfrancesco Gonzaga                        | Gonzaga di Novellara e Bagnolo |
| 34              | 1625              | Bonifazio Maria Papafava                     | |
| 35              | 1627              | Francesco Ippoliti di Gazoldo                | |
| 36              | 1627              | Giulio Gonzaga                               | Figlio di Alessandro Gonzaga di Novellara e Bagnolo |
| 37              | 1628              | Carlo I Gonzaga                              | VIII duca di Mantova |
| 38              | 1628              | Giulio Fontanella di Reggio Emilia           | |
| 39              | 1628              | Ridolfo Ippoliti di Gazoldo                  | Conte di Gazoldo |
| 40              | 1628              | Pirro Maria Gonzaga                          | Gonzaga di Vescovato |
| 41              | 1628              | Giulio Cesare Strozzi                        | |
| 42              | 1628              | Giulio Torelli di Ferrara                    | figlio di Francesco, di Pomponio Torelli |
| 43              | 1633              | Alfonso II Gonzaga                           | Gonzaga di Novellara e Bagnolo |
| 44              | 1633              | Enea Magnani Quaranta                        | Conte di Fesole |
| 45              | 1633              | Leonello Leonini (Leoni)                     | Conte di Sanguinetto |
| 46              | 1633              | Francesco Cavriani                           | primo Marchese di Colcavagno, maggiordomo maggiore del duca Carlo II Gonzaga, Cameriere dell'Arciduca Leopoldo d' Asburgo |
| 47              | 1633              | Giovanni degli Emilij                        | Conte di Moratica |
| 48              | 1633              | Niccolò Gonzaga                              | Gonzaga di Vescovato |
| 49              | 1633              | Francesco Giovanni Gonzaga                   | Gonzaga di Vescovato |
| 50              | 1633              | Carlo Gonzaga                                | Gonzaga di Guastalla |
| 51              | 1637              | Carlo II di Gonzaga-Nevers                   | IX duca di Mantova |
| 52              | 1639              | Cesare Guerrieri                             | Marchese di Mombello |
| 53              | 1639              | Francesco Rolando Dalla Valle del Monferrato | |
| 54              | 1639              | Scipione Canossa                             | Marchese di Caliano |
| 55              | 1639              | Giulio Bevilacqua                            | Conte di Minerbe |
| 56              | 1639              | Giulio Cesare Gonzaga                        | Gonzaga di Palazzolo |
| 57              | 1644              | Orazio Canossa                               | Marchese di Caliano |
| 58              | 1646              | Palla Strozzi, figlio di Giulio Cesare       | Governatore del Monferrato |
| 59              | 1646              | Pier Antonio Martinengo                      | |
| 60              | 1646              | Bonifazio Fassati                            | Marchese di Capriata e Governatore del Monferrato |
| 61              | 1650              | Francesco Maria Agnelli                      | Marchese di Castelmolina |
| 62              | 1652              | Ferdinando Carlo di Gonzaga-Nevers           | X duca di Mantova e ultimo gran maestro dell'Ordine |
| 63              | 1652              | Alessandro Maria Orsini                      | Duca di Selci, I principe di Amatrice |
| 64              | 1653              | Gian Luigi Gonzaga                           | Gonzaga di Novellara e Bagnolo |
| 65              | 1654              | Girolamo Amorotti                            | Marchese di Trivilla |
| 66              | 1654              | Alessandro Andreasi                          | |
| 67              | 1654              | Camillo Arrigoni                             | |
| 68              | 1654              | Scipione Capilupi                            | |
| 69              | 1654              | Paolo Scipione Magnani                       | |
| 70              | 1656              | Ferdinando Cavriani                          | primo ministro e consigliere del Duca Carlo II Gonzaga, colonnello nelle milizie imperiali e ducali, cameriere dello zio dell'Imperatore Leopoldo I, comandante generale delle milizie e Governatore del Monferrato per conto del Duca Ferdinando Carlo Gonzaga, e Governatore della Città di Porto |
| 71              | 1656              | Francesco Pellegrini                         | Conte di Mancalacqua |
| 72              | 1656              | Odoardo Valenti Gonzaga                      | Marchese di Montiglio |
| 73              | 1657              | Carlo San Giorgio Langoschi                  | |
| 74              | 1658              | Annibale Lanzoni                             | Marchese di Castignole |
| 75              | 1658              | Francesco Antonio Fassati                    | |
| 76              | 1659              | Lepido Agnelli Maffei                        | Marchese di Castelmolina |
| 77              | 1659              | Vincenzo Magnani, senatore                   | |
| 78              | 1660              | Marc'Antonio Sagramosi                       | Marchese di Serralonga |
| 79              | 1660              | Massimiliano Emilij                          | Conte di Moratica |
| 80              | 1664              | Alfonso Dalla Valle                          | Marchese di Mirabello |
| 81              | 1664              | Carlo Valperga                               | Marchese di Solonghello |
| 82              | 1667              | Gian Giordano Gonzaga                        | Gonzaga di Vescovato |
| 83              | 1667              | Bonifazio Rangoni                            | Marchese di Castelvetro |
| 84              | 1667              | Galeazzo Orologj Dondi                       | |
| 85              | 1667              | Rizzardo Ippoliti di Gazoldo                 | Conte di Gazoldo |
| 86              | 1670              | Silvio Andreasi                              | Marchese di Rolo |
| 87              | 1670              | Giuseppe da Varano di Camerino               | |
| 88              | 1672              | Federico Gonzaga                             | Figlio di Francesco di Guido - Gonzaga di Palazzolo |
| 89              | 1674              | Claudio II Gonzaga                           | Gonzaga di Palazzolo |
| 90              | 1678              | Baldassarre Castiglione                      | Maggiordomo della duchessa Caterina de' Medici |
| 91              | 1678              | Pietro Emilij                                | |
| 92              | 1678              | Francesco Ippoliti di Gazoldo                | Conte di Gazoldo |
| 93              | 1678              | Pompeo Arrigoni                              | Marchese di Villadeati |
| 94              | 1682              | Carlo Valenti                                | |
| 95              | 1682              | Ascanio Andreasi                             | Marchese di Rolo |
| 96              | 1682              | Francesco Paleotti Lanzoni                   | Maggiordomo di Ferdinando Carlo Di Gonzaga Nevers |
| 97              | 1682              | Adalberto Antonio de' Conti di Padova        | |
| 98              | 1682              | Orazio Ballati Nerli                         | Marchese di Villa San Secondo e consigliere di Stato |
| 99              | 1700              | Jacopo Natta d'Alfiano                       | Marchese di Alfiano |
| 100             | 1700              | Bonifazio Fassati                            | |
| 101             | 1700              | Ferdinando Valperga Rivara                   | Marchese di Rivara |
| 102             | 1700              | Gianfrancesco Ballati Nerli                  | |
| 103             | 1700              | Massimiliano Emilij                          | Conte di Moratica |
| 104             | 1700              | Michele Sagramosi                            | |

All'elenco va aggiunto Francesco IV Gonzaga, figlio di Vincenzo I Gonzaga, eletto nel 1608.

## Gran Cancellieri
- Tullio Petrozzani